# Prezydenci rządu Nowej Kaledonii

## Chronologiczna lista
| Osoba | Osoba                          | Kadencja        | Kadencja        | Partia polityczna |
| #     | Imię i Nazwisko                | Od              | Do              | Partia polityczna |
| ----- | ------------------------------ | --------------- | --------------- | ----------------- |
| 1     | Jean Lèques (1931–)            | 28 maja 1999    | 5 kwietnia 2001 | RPCR              |
| 2     | Pierre Frogier (1950–)         | 5 kwietnia 2001 | 10 czerwca 2004 | RPCR              |
| 3     | Marie-Noëlle Thémereau (1950–) | 10 czerwca 2004 | 7 sierpnia 2007 | AE                |
| 4     | Harold Martin (1954–)          | 7 sierpnia 2007 | 5 czerwca 2009  | AE                |
| 5     | Philippe Gomès (1958–)         | 5 czerwca 2009  | 11 marca 2011   | CE                |
| (4)   | Harold Martin (1954–)          | 11 marca 2011   | 5 czerwca 2014  | AE                |
| 6     | Cynthia Ligeard (1962–)        | 5 czerwca 2014  | 1 kwietnia 2015 | RPCR              |
| 7     | Philippe Germain (1968–)       | 1 kwietnia 2015 | 6 lipca 2019    | CE                |
| 8     | Thierry Santa (1967–)          | 6 lipca 2019    | 15 lipca 2021   | RPCR              |
| 9     | Louis Mapou (1958–)            | 16 lipca 2021   | nadal           | UNI               |